# Matag-ob

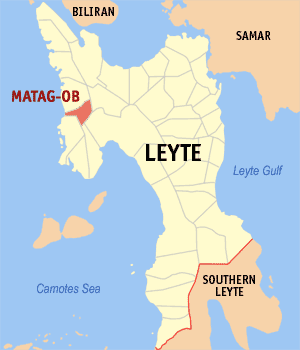
Bản đồ Leyte với vị trí của Matag-ob

Matag-ob là một đô thị hạng 5 ở tỉnh Leyte, Philippines. Theo điều tra dân số năm 2000 của Philipin, đô thị này có dân số 17.527 người trong 3.523 hộ.

## Các đơn vị hành chính
Matag-ob được chia ra 21 barangay.
| - Balagtas - Bulak - Cambadbad - Candelaria - Cansoso - Mansahaon - Masaba - Naulayan - Bonoy - Mansalip - Riverside | - Talisay - San Dionisio - San Marcelino - San Sebastian - San Vicente - Santa Rosa - Santo Rosario - Imelda - Malazarte - San Guillermo |